# 小鲜肉
小鲜肉是中国网络流行语，通常指一般年龄18到28岁之间的男性，主要特点长得俊俏和年轻。常与没实力只看脸，靠粉丝等等词汇联系到一起。

## 用语起源
小鲜肉，源自2014年，起初是粉丝对自己家男爱豆的昵称，相对年轻女星为“小花”。“小鲜肉”常被解读为性格纯良，感情单纯，长相俊俏年轻男士。

## 词语争议
关于词语是褒义词还是贬义词说法不同。中华网名为《老戏骨们都怎么看待小鲜肉？吴京的评价最中肯！》文章指出：在娱乐圈发生了扭曲，成了不敬业耍大牌以及天价片酬和缺乏男子气概代名词。